# سیارک ۲۷۲۳۳
سیارک ۲۷۲۳۳ (به انگلیسی: 27233 Mahajan، نامگذاری:1999NP8)۲۷۲۳۳مین سیارک کشف شده‌است که در ۱۳ ژوئیه ۱۹۹۹ کشف شد.